# Йоханан Гіркан
Йоханан Гіркан, чи Йоханан Гіркан І (Yohanan Hyrcanus, івр. יוחנן הורקנוס, грец. Ιωάννης Υρκανός) — юдейський цар з династії Хасмонеїв з 134 по 104 р. до н. е.

## Життєпис

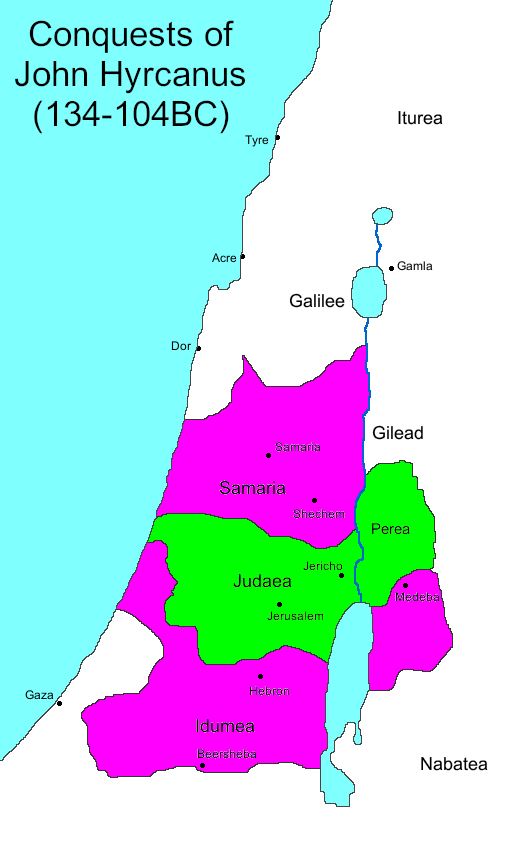
Царство Хасмонеїв за часів Йоханана Гіркана
Стан на 110 р. до н. е.
Завойовані землі

Йоханан Гіркан був третім сином Симона Хасмонея та племінник Юди Маккавея. Йоханан Гіркан йшов за своїм батьком як правитель (етнарх) Юдеї та первосвященик.
108 року до н. е він завоював Сихем, храм самаритян на горі Гарізім, та грецькі поселення у Самарії, та руйнує їх фортеці на завойованих землях.
Для забезпечення сили династії, завойовані землі Ідумеї були підкорені і насильно навернені в юдаїзм. Йосип Флавій про ці події повідомляє так:
Фарисеї та Садукеї процвітати під час його правління, яке було апогеєм династії Хасмонеїв, а два його сини Арістобул I та Антигон I її продовжили, однак у вже гірших обставинах.